# Reto Hollenstein
Reto Hollenstein (* 22. August 1985 in Frauenfeld, Thurgau) ist ein Schweizer Radrennfahrer.
Zu Hollensteins besten Platzierungen in der UCI WorldTour gehört der 15. Platz in der Gesamtwertung der Eneco Tour 2015. Im Jahr 2016 belegte er in der Gesamtwertung der Belgien-Rundfahrt und des Arctic Race of Norway 2017, zwei Etappenrennen der hors categorie, die Plätze zwei und neun. Bei den UCI-Strassen-Weltmeisterschaften 2016 und 2017 wurde er jeweils Neunter im Einzelzeitfahren, 2018 Elfter.

## Grand-Tour-Platzierungen
| Grand Tour            | 2012 | 2013 | 2014 | 2015 | 2016 | 2017 | 2018 | 2019 | 2020 | 2021 | 2022 |
| --------------------- | ---- | ---- | ---- | ---- | ---- | ---- | ---- | ---- | ---- | ---- | ---- |
| Giro d’ItaliaGiro     | DNF  | –    | –    | –    | –    | –    | –    | 94   | –    | –    | 129  |
| Tour de FranceTour    | –    | –    | DNF  | 75   | 97   | 150  | –    | –    | –    | 136  | …    |
| Vuelta a EspañaVuelta | –    | –    | –    | –    | –    | –    | 55   | –    | 72   | …    | …    |

## Teams
- 2008 Atlas-Romer’s Hausbäckerei
- 2009 Vorarlberg-Corratec
- 2010 Vorarlberg-Corratec
- 2011 Team Vorarlberg
- 2012 Team NetApp
- 2013 IAM Cycling
- 2014 IAM Cycling
- 2015 IAM Cycling
- 2016 IAM Cycling
- 2017 Team Katusha Alpecin
- 2018 Team Katusha Alpecin
- 2019 Team Katusha Alpecin
- 2020 Israel Start-Up Nation